# Rezerwat przyrody Rekowski Wrzosiec
Rezerwat przyrody Rekowski Wrzosiec – torfowiskowy rezerwat przyrody położony na terenie gminy Polanów w powiecie koszalińskim (województwo zachodniopomorskie).

## Powołanie
Obszar chroniony utworzony został 20 grudnia 2024 r. na podstawie Zarządzenia Regionalnego Dyrektora Ochrony Środowiska w Szczecinie z dnia 4 grudnia 2024 r. w sprawie uznania za rezerwat przyrody „Rekowski Wrzosiec” (Dz. Urz. Woj. Zach. z 2024 r., poz. 5906), powstał w ramach inicjatywy „100 rezerwatów na 100-lecie Lasów Państwowych”. Plany jego utworzenia pojawiły się m.in. w gminnym planie odnowy miejscowości Rekowo na lata 2009–2016. Badania terenowe przed powołaniem zostały wykonane przez miejscowe nadleśnictwo Manowo.

## Położenie
Rezerwat ma 19,11 ha powierzchni, zaś jego otulina – 15,28 ha. Znajduje się w mezoregionie Równiny Słupskiej, w Puszczy Koszalińskiej. Leży w obrębie ewidencyjnym Nacław (w pobliżu miejscowości Rekowo, zaś pod kątem podziału lasów w nadleśnictwie Manowo, podlegającym pod Regionalną Dyrekcję Lasów Państwowych w Szczecinku. W bezpośrednim sąsiedztwie przebiega droga wojewódzka nr 206, a także leży jezioro Nicemino (Rekowskie), z którego wypływa rzeka Mszanka. Rezerwat znajduje się w całości w granicach specjalnego obszaru ochrony siedlisk sieci Natura 2000 Dolina Radwi, Chocieli i Choczwi PLH320022.

## Charakterystyka
Celem ochrony rezerwatowej jest „zachowanie ekosystemu torfowiska mszarnego i boru bagiennego wraz ze stanowiskami wrzośca bagiennego Erica tetralix i bagna zwyczajnego Ledum palustre”. Ze względu na dominujący przedmiot ochrony typ obszaru chronionego określono jako fitocenotyczny, a podtyp – zbiorowisk leśnych, natomiast ze względu na główny typ ekosystemu typ określono jako różnych ekosystemów, a podtyp – lasów i torfowisk.
Rezerwat skupia trzy ekosystemy chronione dyrektywą siedliskową:
naturalne, dystroficzne zbiorniki wodne, torfowiska przejściowe i trzęsawiska (przeważnie z roślinnością z Scheuchzerio-Caricetea), bory i lasy bagienne, brzozowo-sosnowe bagienne lasy borealne. Występują tu zarówno torfowiska wysokie i przejściowe, otoczone przez bór bagienny oraz z jednym zbiornikiem wodnym. Na terenie obszaru chronionego zidentyfikowano gatunki chronione flory: wełnianeczka darniowa, bażyna czarna, rosiczka okrągłolistna, rosiczka pośrednia, modrzewnica zwyczajna, przygiełka biała, widłak jałowcowaty i bagnica torfowa, a także torfowce: torfowiec Russowa, torfowiec błotny, torfowiec magellański, torfowiec ostrolistny, torfowiec czerwonawy oraz torfowiec spiczastolistny.
Według stanu na grudzień 2024 rezerwat nie ma wyznaczonego planu ochrony ani zadań ochronnych. W jego pobliżu przebiegają szlaki turystyczne.